# Aappilattoq (Kujalleq)

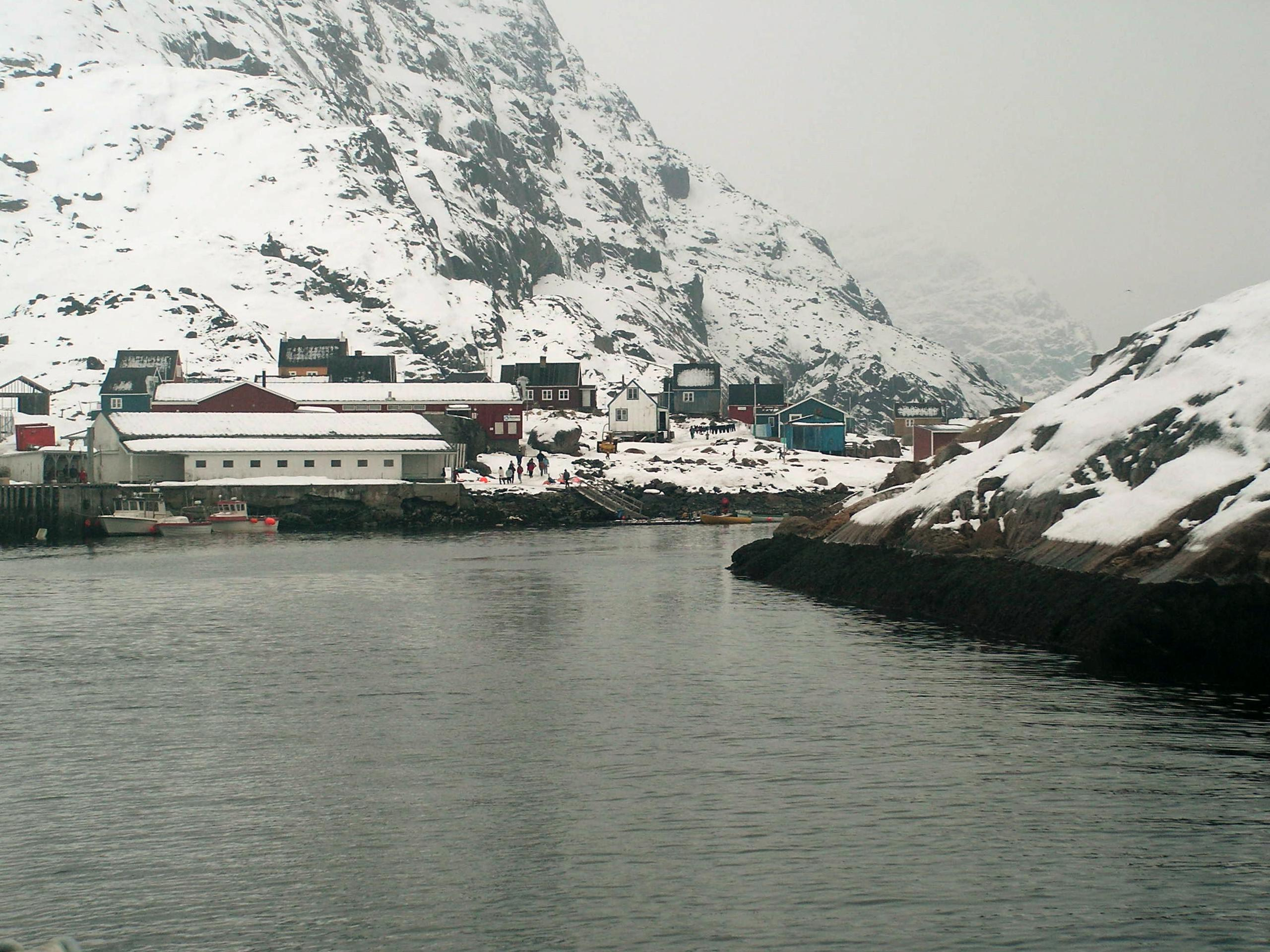
Aappilattoq.

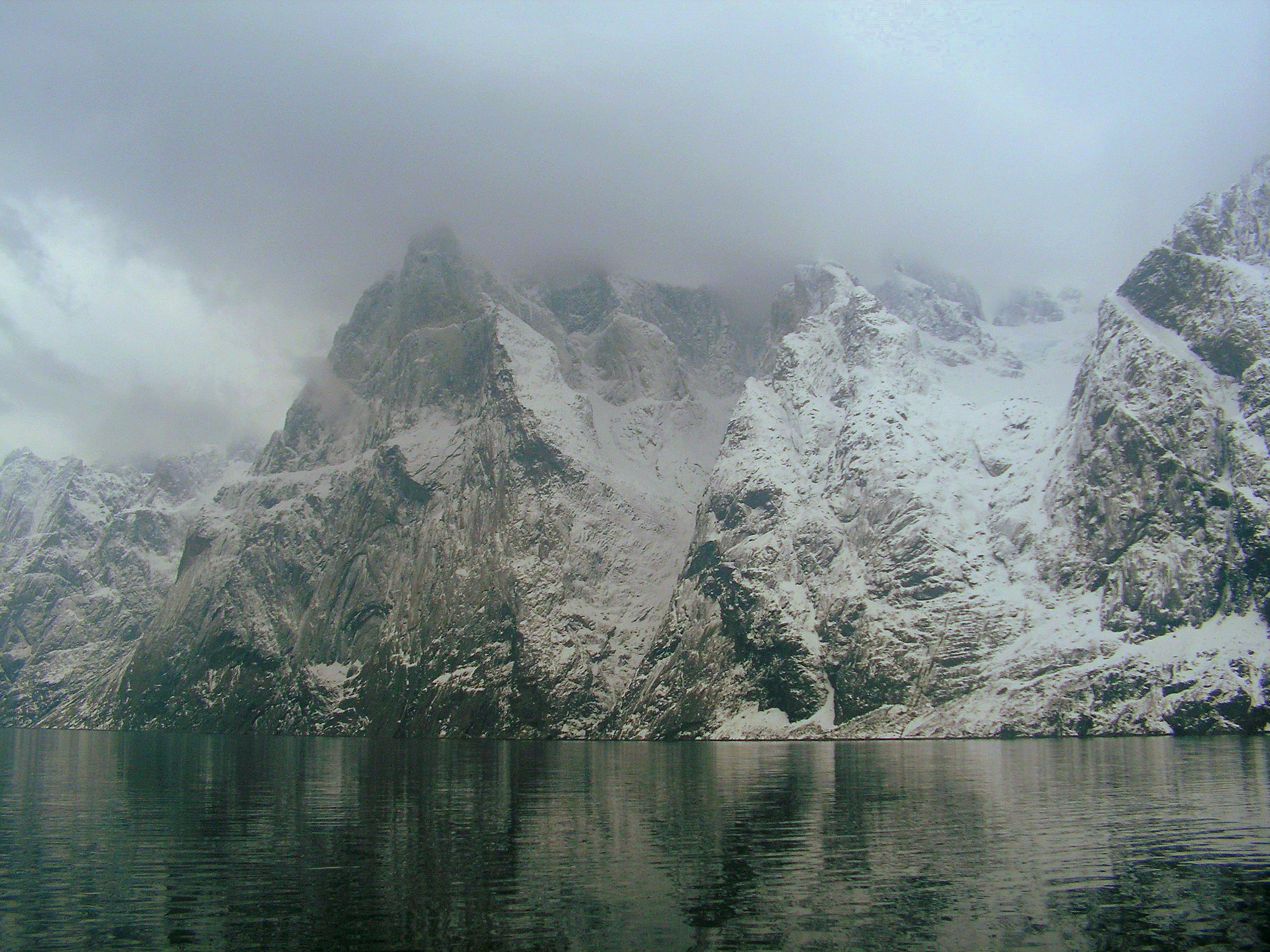
Montañas ubicadas en los fiordos cercanos a Aappilattoq.

Aappilattoq (antiguamente Augpilagtoq) es una villa cercana a la localidad de Nanortalik en el municipio de Kujalleq, a 60°08′N 44°18′O / 60.133, -44.300, exactamente a 50 km de Kap Farvel en el extremo sur de Groenlandia. Tiene una población de 160 habitantes. Se encuentra cerca de varios fiordos pintorescos.